# Fritz Reuter Gesellschaft

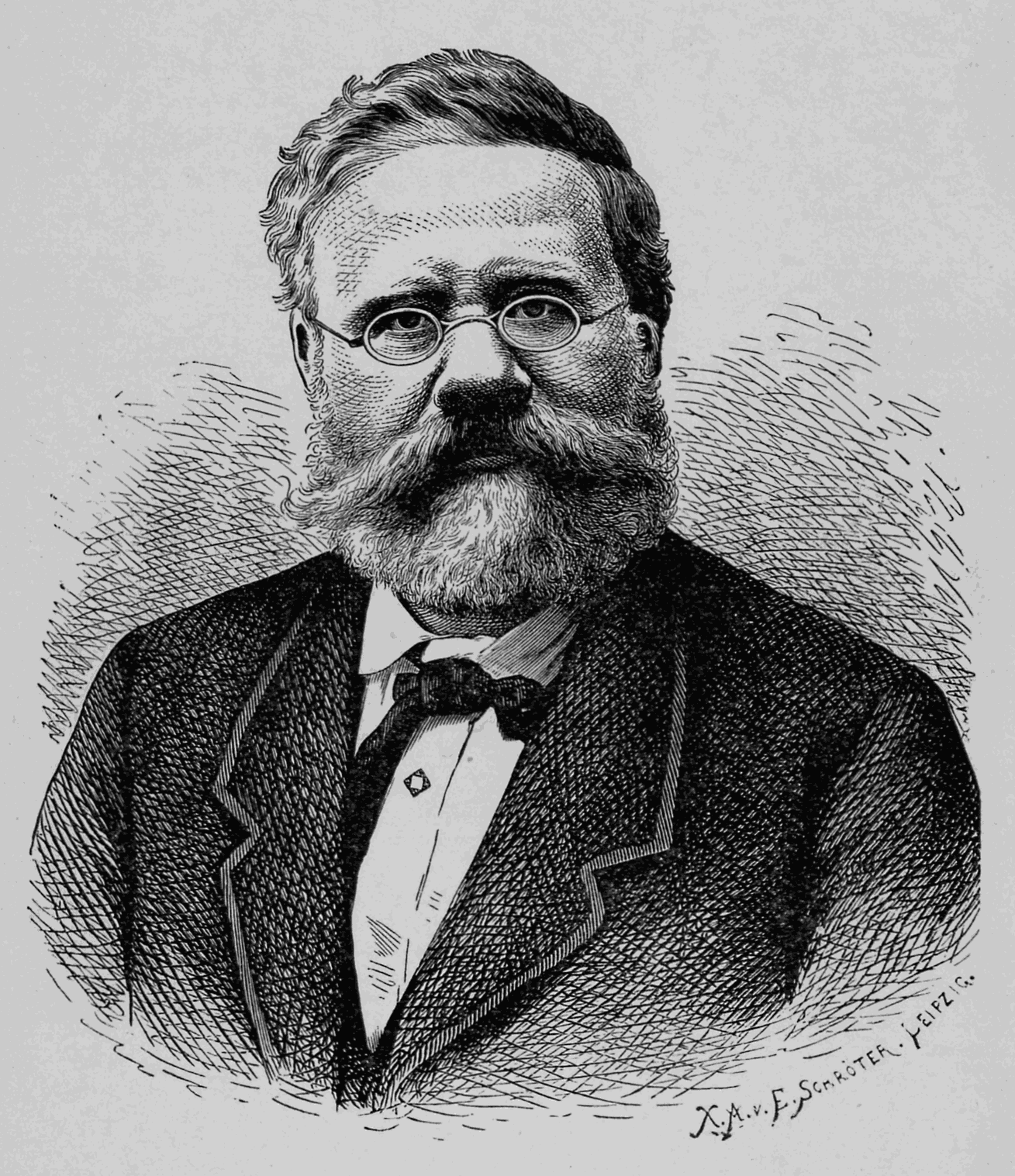
Fritz Reuter, Namensgeber der Gesellschaft

Die Fritz Reuter Gesellschaft (gegr. 1960) ist eine deutsche Literaturgesellschaft mit Sitz in Neubrandenburg (Mecklenburg-Vorpommern), deren Anliegen Pflege und Förderung der niederdeutschen Literatur und Sprache und insbesondere der Werke des niederdeutschen Dichters und Schriftstellers Fritz Reuter ist.

## Geschichte

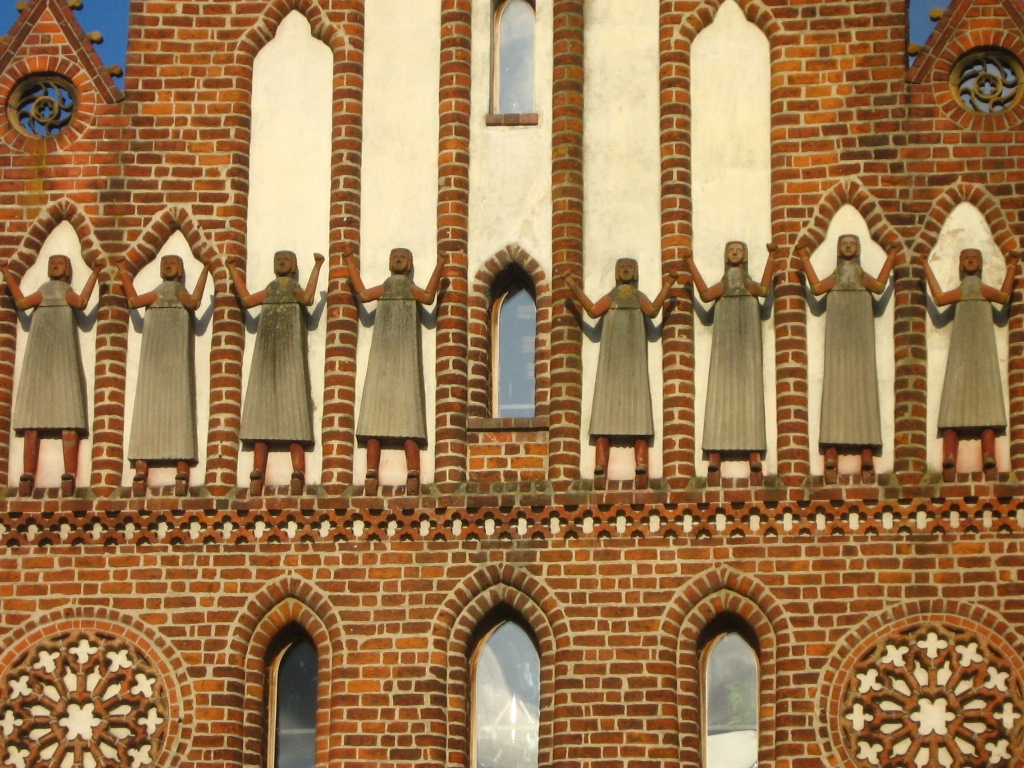
Neues Tor mit Adorantinnen in Neubrandenburg, seit 1992 Sitz der Reuter-Gesellschaft

Die Fritz Reuter Gesellschaft wurde am 15. Juli 1960 in Lübeck durch Friedrich Griese, Ernst Hameister und andere gegründet. Sie verlegte 1991 ihren Sitz nach Neubrandenburg und ist dort seit 1992 im Neuen Tor beheimatet. Die Gesellschaft hat 324 Mitglieder (Stand: 2019). 2014 zählte die Gesellschaft noch 380 Mitglieder. Von diesen waren nur sieben jünger als 50 Jahre. Der Großteil der Mitglieder war 2014 70 Jahre und älter.
Zum ersten Präsidenten wurde in der Gründungsversammlung Friedrich Griese gewählt. Ernst Hameister wurde als Ehrenmitglied in den Vorstand berufen. Dem Gründungsvorstand gehörten ferner an: als Griese-Stellvertreter der Lübecker Rechtsanwalt Felke, als Geschäftsführer der Lübecker Bankdirektor Alfred Höffer und als Schatzmeister der Lübecker Buchhändler Otto Hamkens.
In den fünfzig Jahren ihres Bestehens ist die Gesellschaft bisher von sechs Präsidenten geführt worden. Wichtige Weichenstellungen für die Entwicklung erfolgten in der zweiten Hälfte der 1980er und in der ersten Hälfte der 1990er Jahre: Einführung jährlicher Reuter-Tage (1989 in Lüneburg), Gründung einer eigenen Schriftenreihe (1989) und Sitzverlegung in die Heimat des Namensgebers (1991). In diesen Jahren verzeichnete die FRG mit 725 auch ihren höchsten Mitgliederbestand.
1993 wurde die Gesellschaft mit dem erstmals vergebenen und mit 5.000 DM dotierten Hartmut-Vogel-Preis der Arbeitsgemeinschaft Literarischer Gesellschaften und Gedenkstätten ausgezeichnet. Die FRG habe mit der Sitzverlegung in ein neues Bundesland ein Zeichen gesetzt, hieß es zur Begründung.
In der DDR führten von Februar 1986 bis zum November 1989 die Bezirksverwaltungen des Ministeriums für Staatssicherheit (MfS) der drei Nordbezirke Rostock, Schwerin und Neubrandenburg über die Reuter-Gesellschaft wegen „subversiven Mißbrauchs des Niederdeutschen“ und „politisch-ideologische Diversion“ die etwa 2000 Seiten umfassende „Feindobjektakte Zentrum“. Ins Visier des MfS war die Reuter-Gesellschaft insbesondere durch die 1985 im Jahr des 175. Geburtstages Fritz Reuters begonnenen jährlichen Buchsendungen an Freunde des Niederdeutschen im heutigen Mecklenburg-Vorpommern geraten. Deren Empfängerzahl stieg zwischen 1985 und 1989 von zunächst 65 auf schließlich 300. Bis zum Wendejahr 1989 hatten sich mehr als fünfzig DDR-Bürger der Lübecker Literaturgesellschaft als Mitglieder angeschlossen. In einem Rückblick auf „25 Jahre Fritz Reuter Gesellschaft in Mecklenburg-Vorpommern“ äußerte FRG-Präsident Jürgen Grote hierzu: „Nicht unerwähnt bleiben darf, dass, wie aus den Unterlagen zu entnehmen, die Sendungen der Fritz Reuter Gesellschaft aus Bonn einzelne Empfänger in der DDR in erhebliche Schwierigkeiten gebracht haben, weil diese wiederholt neben niederdeutscher Literatur und Informationen der Gesellschaft auch politisches Informationsmaterial enthielten.“
Als Reaktion auf die Aktivitäten der westlichen Reuter-Gesellschaft im Norden der DDR kam es im Mai 1989 zur Gründung eines „Arbeitskreises Fritz Reuter im Kulturbund der DDR“. Zur Gründungsversammlung in Güstrow übermittelte die Lübecker Reuter-Gesellschaft eine Grußadresse, die aufgrund „operativer Einflußnahme“ durch das MfS dort allerdings nicht verlesen wurde. „Mit unseren Wünschen zum guten Gelingen hoffen wir auf gute Zusammenarbeit in dem uns verbindenden Ziel, Reuters Erbe und Menschenbild weiter und wirksamer zu verbreiten. Lassen Sie uns gemeinsam überlegen, welche Wege dazu neu angelegt und geebnet werden können“, hieß es in dieser Grußadresse. Nach dem Ende der DDR löste sich der Arbeitskreis vom Kulturbund und nannte sich seit Februar 1990 „Fritz Reuter Gesellschaft Stavenhagen e. V.“, ohne sich allerdings noch ins Vereinsregister eintragen zu lassen. Zu einer Vereinigung beider Gesellschaften kam es infolgedessen nicht. Im September 1990 erklärten die zuletzt 44 Mitglieder des DDR-Pendants einzeln ihre Mitgliedschaft in der Fritz Reuter Gesellschaft Lübeck.
Am 21. November 2011 wurde die Gesellschaft in Schwerin mit dem Kulturpreis des Landes Mecklenburg-Vorpommern ausgezeichnet.

## Vorstand und Beirat
Vorstand:
- Hans-Jörg Grundmann, Präsident, Berlin
- Hartmut Brun, Stellvertreter des Präsidenten, Polz
- Jakob Schwichtenberg, Stellvertreter des Präsidenten, Rostock
- August Bath, Geschäftsführer, Neubrandenburg
- Marco Zabel, Schatzmeister, Neustrelitz
- Albrecht Donner, Rechnungsprüfer, Neubrandenburg[6]

Beirat:
- Arnold Hückstädt, Seedorf
- Cornelia Nenz, Neustrelitz
- Dieter Stellmacher, Göttingen
- Barbara Scheuermann, Göttingen
- Hartwig Suhrbier, Frechen
- Reinhard Rösler, Hohenfelde
- Dirk Römmer, Tönning

## Präsidenten
- 1960–1963 Friedrich Griese, Schriftsteller
- 1963–1968 Christian Jenssen, Schriftsteller
- 1968–1978 Walter Lehmbecker, Oberstudienrat a. D.
- 1978–1988 Helmut de Voss, Verlagsbuchhändler
- 1988–1996 Hans-Joachim Griephan, Journalist und Verleger
- 1996–2018 Jürgen Grote, Physiologe und Hochschullehrer
- seit 2018 Hans-Jörg Grundmann, Physiker

## Ehrungen
Die Fritz Reuter Gesellschaft würdigt besondere Leistungen im Sinne ihrer Satzung durch „Ehrenbriefe“. Geehrt wurden bisher:
- 1973 Gerd Lüpke, Schriftsteller
- 1974 Richard Parbs, Verleger
- 1975 Helmut de Voss, Verlagsbuchhändler und Rezitator
- 1976 Otto Lemke, Rektor i. R., Schriftsteller und Literaturhistoriker
- 1977 Friedrich Wilhelm Giebel, Verleger, Journalist und Buchhändler
- 1978 Heiner Kracht, Bundesbahnbeamter a. D. und Rezitator
- 1979 Barbara und Friedrich Minssen, Verfasser hochdeutscher Übertragungen der Werke Fritz Reuters
- 1983 Wolfgang Lindow und Claus Schuppenhauer, Institut für niederdeutsche Sprache, Bremen
- 1985 Johann Diedrich Bellmann, Dozent und Schriftsteller
- 1990 Ulf Bichel, Germanist und niederdeutscher Philologe, Kiel
- 1996 Hans-Peter Meyer-Bothling, Pastor i. R., Bad Bevensen
- 1999 Werner Schinko, Grafiker, Röbel
- 2002 Jürgen Gundlach, Philologe, Bearbeiter des Mecklenburgischen Wörterbuches, Wismar
- 2003 Gerhard Schmidt-Henkel, Professor für Neuere deutsche Philologie und Literaturwissenschaft
- 2004 Dieter Scheven, Düsseldorf
- 2006 Paul-Friedrich Martins, Pastor, Neubrandenburg
- 2010 Hinstorff Verlag, Rostock
- 2014 Bernd Jørg Diebner, Professor für Theologie, Wiesloch
- 2015 Albrecht Donner, Schatzmeister der Fritz Reuter Gesellschaft, Neubrandenburg
- 2018 Christian Bunners, Berlin
- 2019 Arnold Hückstädt, Seedorf, und August Bath, Neubrandenburg
- 2020 Jürgen Grote, Präsident der Fritz Reuter Gesellschaft von 1996 bis 2018

## Veranstaltungen
Die Fritz Reuter Gesellschaft veranstaltet (mitunter gemeinsam mit Partnergesellschaften) Jahrestagungen – so genannte Reuter-Tage – an wechselnden Orten. Im Neuen Tor in Neubrandenburg finden regelmäßig Ausstellungen, Lesungen oder andere Veranstaltungen statt.

## Jahresgaben, Publikationen
Mitglieder der Gesellschaft erhalten seit 1971 Jahresgaben. Zusätzlich gibt die Fritz Reuter Gesellschaft seit 1989 die von Hans-Joachim Griephan initiierte Schriftenreihe Beiträge der Fritz Reuter Gesellschaft heraus, in der vor allem die auf den Reuter-Tagen gehaltenen Referate publiziert werden. Bis 2019 hat die Reuter-Gesellschaft in dieser Reihe 29 Bände vorgelegt. Ein Inhaltsverzeichnis („Register“) zu den Bänden 1–15 (1989–2005) enthält der Band 16 (2006). Seit Band 10 (2001) erscheinen die Beiträge im Hinstorff Verlag in Rostock.
Als Mitgliederinformation gibt es seit 1966 die Mitteilungen der Fritz Reuter Gesellschaft e. V., die anfangs unregelmäßig und später mit bis zu drei Ausgaben pro Jahr erschienen sind. 1996 wurde auf jährliches Erscheinen umgestellt.